# قلعه‌مرغی
قلعه‌مرغی نام قریه ای واقع در دهستان غار بخش دوازده طهران قدیم و منطقه۱۷ کنونی است. فرودگاه قلعه‌مرغی، اولین فرودگاه تهران در این محله قرار دارد.
واژه قلعه‌مرغی در آغاز پیدایش هواپیما در ایران و پیش از باب شدن واژه فرودگاه، به عنوان محل فرود و پرواز و نگهداری هواپیما به کار می‌رفته‌است و از این رو، این نام روی این محل مانده‌است.
خیابان قلعه‌ مرغی از پل امامزاده معصوم (خیابان قزوین) شروع شده و به ابتدای خیابان زمزم ختم می‌شود. سه راه سرگردان، نام یکی از گذرهای قدیمی این محل است که خیابان زهتابی سابق و زمزم به‌هم متصل می‌کند.

## تاریخچه
تمام روستاهای واقع در منطقه ۱۹ امروزی، همگی از روستاهای خالصه محسوب می‌شدند. روستاها و اراضی خالصه، مجموعه روستاها و اراضی بودند که مالکیت آنها در اختیار شاه و حکومت بود. این زمینها و روستاها به صورت سالانه به رجال و سیاستمداران و افراد واجد شرایط اجاره داده می‌شد. این افراد موظف بودند در پایان سال زراعی، بخشی از محصول آن زمین یا روستا یا مبلغی به عنوان اجاره به اداره خالصجات بپردازند. زمین‌ها و روستاهای خالصه اطراف تهران از نظر محصول دهی بسیار مرغوب بودند. با روی کارآمدن مظفرالدین شاه و دخالت اطرافیانش در امور و افزایش خرج دربار و خالی شدن خزانه، این روستاها نیز به فروش گذاشته شدند. قریه قلعه‌مرغی نیز در اواخر دولت قاجار تحت مالکیت خصوصی درآمد که عبدالحسین خان مهذب‌الملک در آن زمان از دولت وقت خریداری کرد. از مناطق و اماکن مهم این قریه، بازار عبدل آباد معروف به بازار پرده، میدان مرکزی میوه و تره بار تهران و فرودگاه قلعه مرغی یا بوستان ولایت می‌توان نام برد.
فرودگاه قلعه‌مرغی نام نخستین فرودگاه تهران است که در دوره رضا شاه در اراضی همین روستا ساخته و بعدها پایگاه هوایی نظامی در جنوب این شهر بود. این فرودگاه در سال ۱۳۹۰ شمسی تبدیل به بوستان ولایت گردید. برخلاف تصور عده‌ای، این اولین فرودگاه ایران نمی‌باشد، چراکه فرودگاه‌هایی مانند فرودگاه مسجد سلیمان و بندرلنگه پیشتر از این فرودگاه تأسیس شده بودند.
تا نیمهٔ اول سال ۱۳۰۱ در تهران محل معینی برای فرود و پرواز هواپیماها وجود نداشت. در تیرماه ۱۳۰۱ انگلیسی‌ها درخواست اعزام دو فروند هواپیما به تهران نمودند و دولت وقت به فکر اختصاص زمین مناسب و مسطحی برای فرود آنها افتاد. با بررسی‌هایی که انجام گرفت زمین قلعه‌مرغی برای این منظور مناسب تشخیص داده شد و به‌تدریج به اولین فرودگاه تهران تبدیل گردید و تأسیسات و آشیانه‌های متعدد در آن ساخته شد. بدین ترتیب یک ماه بعد در هشتم مرداد هزار و سیصد و یک زمان بهره‌برداری رسمی از اولین فرودگاه تهران در قلعه‌مرغی رقم خورد و بعد از افتتاح فرودگاه دو فروند هواپیمای انگلیسی از طریق بغداد وارد تهران شدند و در فرودگاه قلعه‌مرغی فرود آمدند.
هواپیمای سرهنگ نخجوان در روز پنجم اسفندماه ۱۳۰۴ پس از سفری طولانی به تهران وارد شد و در قلعه‌مرغی به سلامت فرود آمد و به این ترتیب برای نخستین بار یک هواپیما متعلق به ایران به‌وسیلهٔ خلبانی ایرانی در آسمان پایتخت دیده شد و پیشگام پرواز در مسیر طولانی پاریس-تهران در فرودگاه قلعه‌مرغی به زمین نشست.

## وضعیت کنونی
بر اساس توافق نیروی هوایی و شهرداری تهران بزرگ در اواخر سال ۱۳۸۹ عملیات احداث بوستان بزرگ ولایت در محل کنونی فرودگاه اجرایی شد و در اردیبهشت ۱۳۹۰ فاز اول این بوستان به بهره‌برداری رسمی رسید.